# سوکولوفکا (شهرستان استرلیتاماکسکی، باشقیرستان)
سوکولوفکا (انگلیسی: Sokolovka, Sterlitamaksky District, Republic of Bashkortostan) یک شهرک در شهرستان استرلیتاماکسکی استان باشقیرستان کشور روسیه است.